# 波默林 (亞利桑那州)
波默林（英語：Pomerene）是位於美國亞利桑那州科奇斯縣的一個非建制地區。該地的面積和人口皆未知。

## 地理
波默林的座標為31°59′58″N 110°17′10″W / 31.99944°N 110.28611°W，而該地的平均海拔高度為1080米（即3543英尺）。